# Stefan Hornbostel
Stefan Hornbostel (* 3. August 1955 in Hannover) ist ein deutscher Wissenschaftsforscher und Sozialwissenschaftler. Er war von 2005 bis 2015 Leiter des Instituts für Forschungsinformation und Qualitätssicherung, einem von der Deutschen Forschungsgemeinschaft eingerichteten Institut an der Humboldt-Universität Berlin.

## Lebenslauf
Hornbostel studierte zwischen 1975 und 1982 Sozialwissenschaften an der Universität Göttingen. Anschließend war er zwischen 1984 und 1986 wissenschaftlicher Mitarbeiter am Wissenschaftlichen Zentrum für Berufs- und Hochschulforschung der Universität Kassel. Danach war er am Forschungsinstitut für Soziologie an der Universität zu Köln und am Institut für Soziologie der Universität Jena tätig. 1995 promovierte er an der FU Berlin. Anschließend war er bis 1998 wissenschaftlicher Assistent am Institut für Soziologie der Universität Jena. Zwischen 1998 und 2000 wurde er von der Universität Jena beurlaubt, um als Referent am Centrum für Hochschulentwicklung (CHE) der Bertelsmann-Stiftung zu arbeiten. Danach kehrte er wieder an die Universität Jena zurück, wo er bis 2003 wieder wissenschaftlicher Assistent war.
2004 trat er eine Professur am Institut für Soziologie der Universität Dortmund an, seit 2005 ist er Professor am Institut für Sozialwissenschaften der Humboldt-Universität zu Berlin. Zugleich leitete er von 2005 bis 2015 das Institut für Forschungsinformation und Qualitätssicherung berufen. Von Januar 2016 war er bis zu seiner Emeritierung 2020 Leiter der Abteilung 2 Forschungssystem und Wissenschaftsdynamik des Deutschen Zentrums für Hochschul- und Wissenschaftsforschung.
Hornbostel hat zahlreiche Schriften zu Themen der Hochschulentwicklung, der Evaluation, der Elitensoziologie und zu Steuerungsmöglichkeiten in der Wissenschaft vorgelegt.

## Veröffentlichungen (Auswahl)
- Stefan Hornbostel, Dagmar Simon, Andreas Knie (Hrsg.): Handbuch Wissenschaftspolitik, VS Verlag für Sozialwissenschaften 2010, ISBN 978-3-531-15742-9.
- Stefan Hornbostel, Meike Olbrecht (Hrsg.): Peer review in der DFG: die Fachkollegiaten, Bonn: IFQ 2007, Reihe Institut für Forschungsinformation und Qualitätssicherung: IFQ working paper; No. 2.
- Stefan Hornbostel; Ulrich Gäbler; Jürgen Gausemeier: Einsatzmöglichkeiten und Grenzen von Kennzahlen als Informations- und Steuerungsinstrument, Weimar, Thür: Bauhaus-Universität Weimar 2005, Reihe Sprecherkreis der deutschen Universitätskanzler – Fortbildungsprogramm für die Wissenschaftsverwaltung, Band 94, ISBN 3-86068-251-2.
- (Hrsg.): Sozialistische Eliten: horizontale und vertikale Differenzierungsmuster in der DDR, Opladen: Leske und Budrich 1999 Reihe Soziologie der Politik; Bd. 2, ISBN 3-8100-2260-8.
- Wissenschaftsindikatoren: Bewertungen in der Wissenschaft, Opladen: Westdeutscher Verlag 1997, ISBN 3-531-12908-2.
- Stefan Hornbostel, Christoph Oehler, Ulrich Teichler (Hrsg.): Hochschulsysteme und Hochschulplanung in westlichen Industriestaaten, Kassel: Wiss. Zentrum für Berufs- u. Hochschulforschung 1986, Wissenschaftliches Zentrum für Berufs- und Hochschulforschung <Kassel>: Werkstattberichte; Bd. 15, ISBN 3-88122-289-8.